# Jesus nahm zu sich die Zwölfe, BWV 22

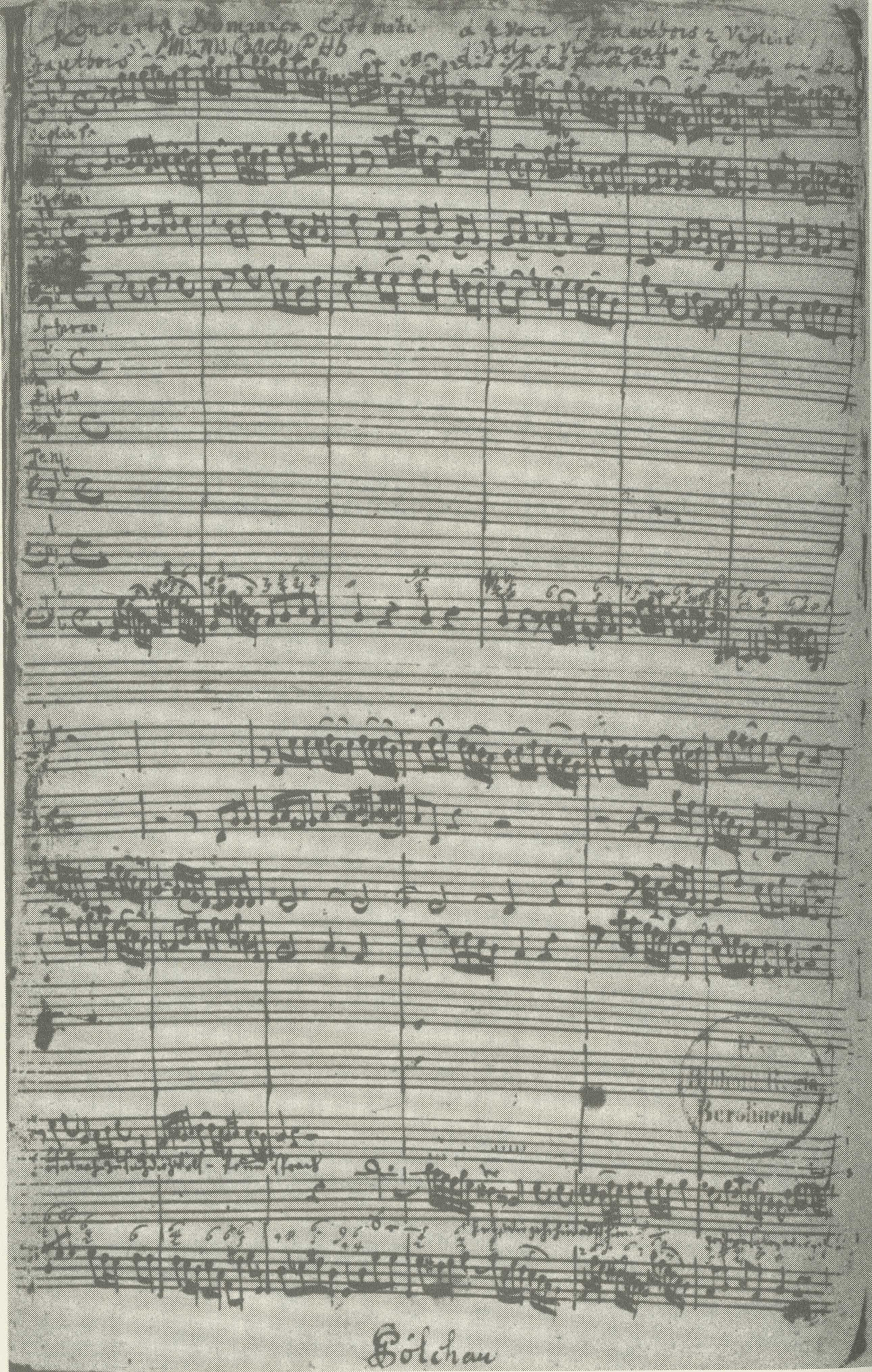
Primera página del manuscrito, titulado «Concerto Dominica Estomihi».

Jesus nahm zu sich die Zwölfe, BWV 22 (Jesús tomó consigo a los doce) es una cantata de iglesia escrita por Johann Sebastian Bach en Leipzig para Quinquagesima, el último domingo antes de Cuaresma. Bach creó esta composición como pieza para una audición para el puesto de Thomaskantor en Leipzig y fue estrenada allí el 7 de febrero de 1723.
La obra, que se divide en cinco movimiento, empieza con una escena extraída de la lectura del evangelio en la que Jesús predice su sufrimiento en Jerusalén. El desconocido autor del texto de la cantata tomó la escena como punto de partida de una secuencia formada por aria, recitativo y aria, en la que el cristiano contemporáneo se pone en el lugar de los discípulos, que no entienden lo que Jesús está diciéndoles sobre acontecimientos aun por revelar, pero le siguen de todas maneras. El coral final es una estrofa del himno «Herr Christ, der einig Gotts Sohn» de Elisabeth Cruciger. La partitura está escrita para tres solistas vocales, un coro a cuatro voces, oboe, cuerda y continuo. La obra muestra que Bach dominaba la composición de una escena dramática, un aria expresiva con oboe obbligato, un recitativo con la cuerda, una danza exuberante y un coral en el estilo de Johann Kuhnau, su antecesor en el cargo como Thomaskantor. 
Bach dirigió la primera interpretación de la cantata durante un servicio eclesiástico, junto con otra pieza de audición, Du wahrer Gott und Davids Sohn, BWV 23. Interpretó la cantata de nuevo en el último domingo antes de Cuaresma un año más tarde, una vez que había tomado posesión del cargo.
La cantata muestra elementos que se convertirían en estándares en las cantatas de Bach del periodo de Leipzig e incluso en las pasiones, con un «marco formado por el texto bíblico y el coral en torno a las formas operísticas de aria y recitativo», «el arreglo de fuga para los textos bíblicos» y «el relato bíblico... como una escena dramática».

## Historia

### Contexto: Mühlhausen, Weimar y Köthen

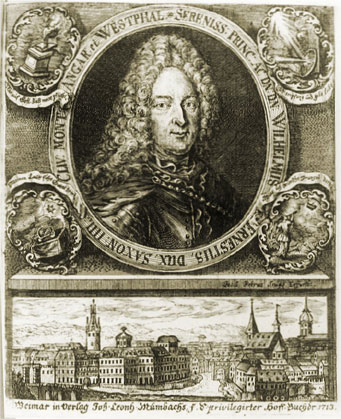
Guillermo Ernesto de Sajonia-Weimar.

Johann Sebastian Bach fue organista en Mühlhausen desde 1706 hasta 1708. Allí ocasionalmente compuso cantatas, en su mayor parte para ocasiones especiales. Las cantatas se basaban sobre todo en textos bíblicos e himnos, tales como Aus der Tiefen rufe ich, Herr, zu dir, BWV 131, y la cantata coral Christ lag in Todes Banden, BWV 4 para Pascua.
Posteriormente Bach fue nombrado organista y músico de cámara en Weimar el 25 de junio de 1708 en la corte de los duques co-reinantes en Sajonia-Weimar, Guillermo-Ernesto y su sobrino Ernesto Augusto. Inicialmente se concentró en el órgano, componiendo grandes obras para este instrumento, como Orgelbüchlein, Tocata y fuga en re menor, BWV 565 y Preludio y fuga en mi mayor, BWV 566. Fue ascendido a Konzertmeister el 2 de marzo de 1714, un honor que implicaba la interpretación de una cantata de iglesia mensual en la Schlosskirche: Las primeras cantatas que compuso en su nuevo puesto fueron Himmelskönig, sei willkommen, BWV 182, para el domingo de Ramos, Weinen, Klagen, Sorgen, Zagen, BWV 12 para el domingo de Jubilate, y Erschallet, ihr Lieder, BWV 172 para Pentecostés. En su mayoría estaban inspiradas en textos escritos por el poeta cortesano, Salomo Franck, y contenían recitativos y arias. Cuando Johann Samuel Drese, el Kapellmeister (maestro de capilla), murió en 1716, Bach esperó en vano convertirse en su sucesor. Bach buscó un puesto mejor y lo encontró como Kapellmeister en la corte de Leopoldo, príncipe de Anhalt-Köthen. No obstante, el duque de Weimar no lo había destituido y lo arrestó por desobediencia. Fue liberado el 2 de diciembre de 1717.
En Köthen, Bach encontró un encontró un patrón que era además un músico entusiasta. La corte era calvinista, por tanto la producción de Bach de este periodo fue en su mayoría secular, incluyendo las suites para orquesta, las suites para violonchelo, las sonatas y partitas para violín solo, y los conciertos de Brandenburgo. Compuso cantatas profanas para la corte en ocasiones como el día de año nuevo y el cumpleaños del príncipe, como Die Zeit, die Tag und Jahre macht, BWV 134a. Más tarde parodió algunas de estas en cantatas de iglesia sin hacer grandes cambios, por ejemplo Ein Herz, das seinen Jesum lebend weiß, BWV 134.

### Audición en Leipzig
Bach compuso esta cantata como parte de su candidatura para el cargo de Thomaskantor en Leipzig, cuyo título oficial era Cantor et Director Musices (Cantor y director de música). Como cantor, era responsable de la música de cuatro iglesias luteranas, las principales iglesias Thomaskirche (Santo Tomás) y Nikolaikirche (San Nicolás), así como la Neue Kirche (Nueva Iglesia) y Peterskirche (San Pedro). Como director de música, el Thomaskantor era «músico de alto nivel» de Leipzig, responsable de la música en ocasiones oficiales como elecciones y homenajes en el consejo municipal. Las funciones relacionadas con la universidad tenía lugar en Paulinerkirche. El puesto quedó vacante cuando Johann Kuhnau murió el 5 de junio de 1722. Bach estaba interesado, puesto que veía más posibilidades de futuros estudios académicos para sus hijos en Leipzig: «... pero este puesto se me describió en términos tan favorables que finalmente (en particular desde que mis hijos parecían dispuestos a iniciar estudios [universitarios]) probé suerte, en el nombre del Señor, e viajé a Leipzig, hice mi examen y después llevé a cabo el cambio de puesto».

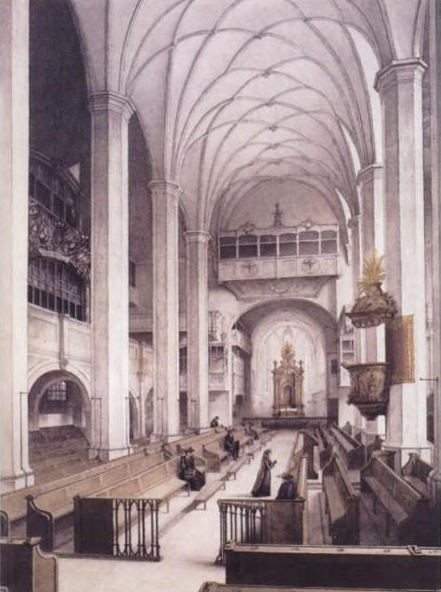
Thomaskirche, 1885
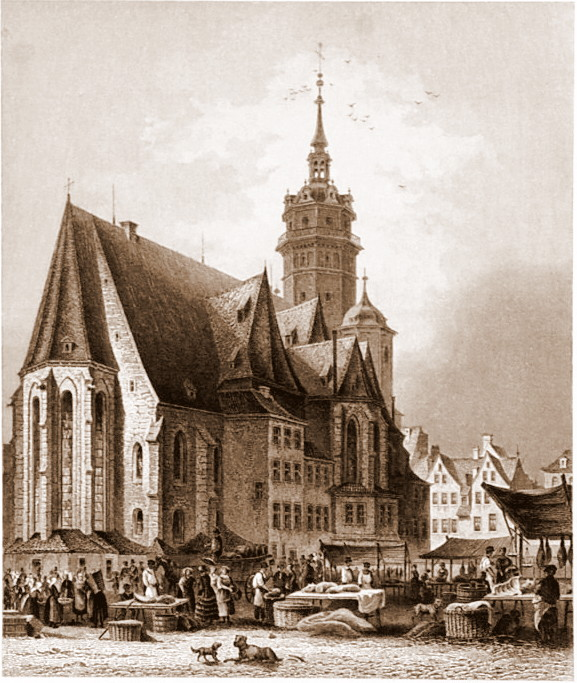
Nikolaikirche, c. 1850
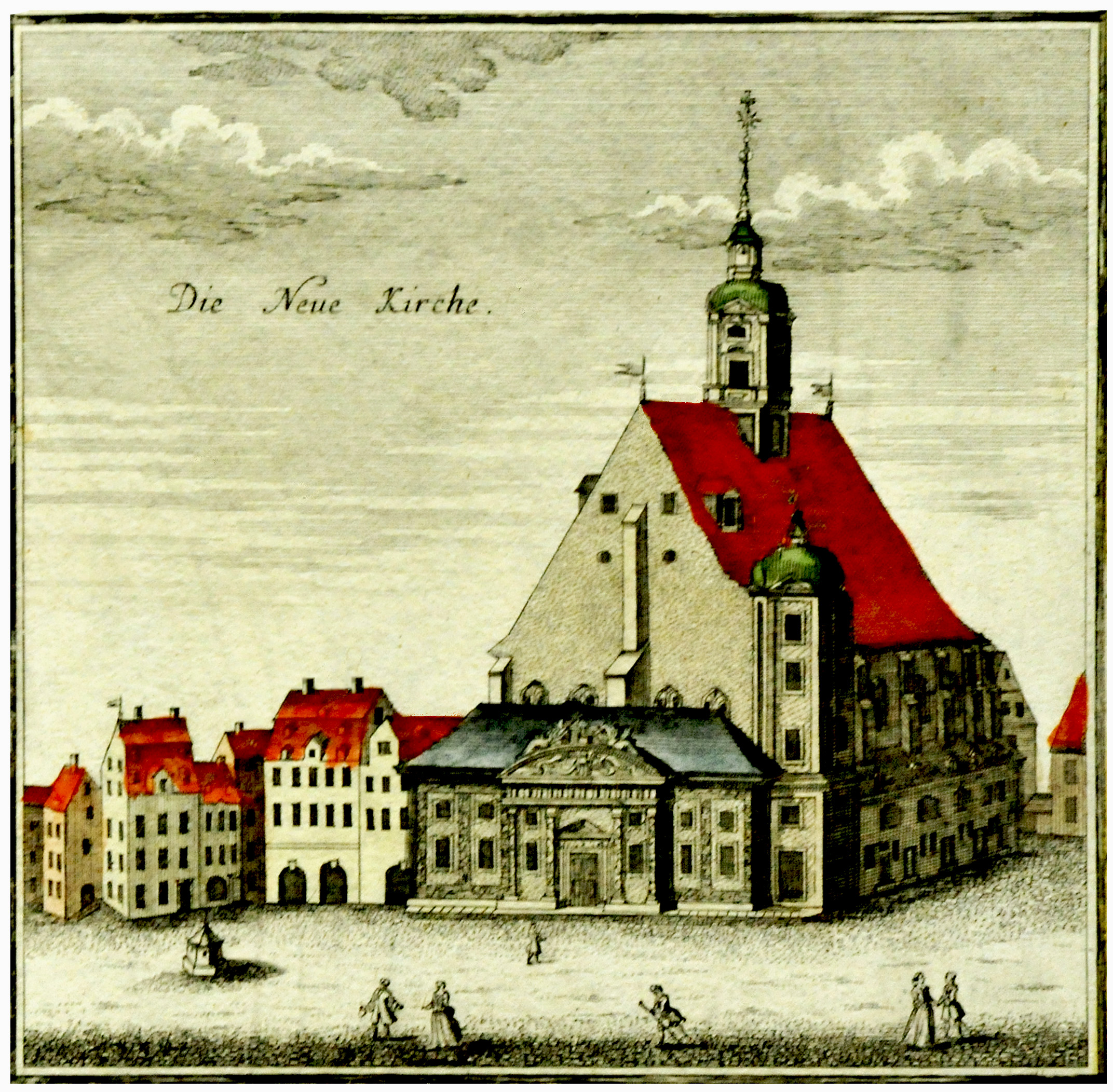
Neue Kirche, 1749
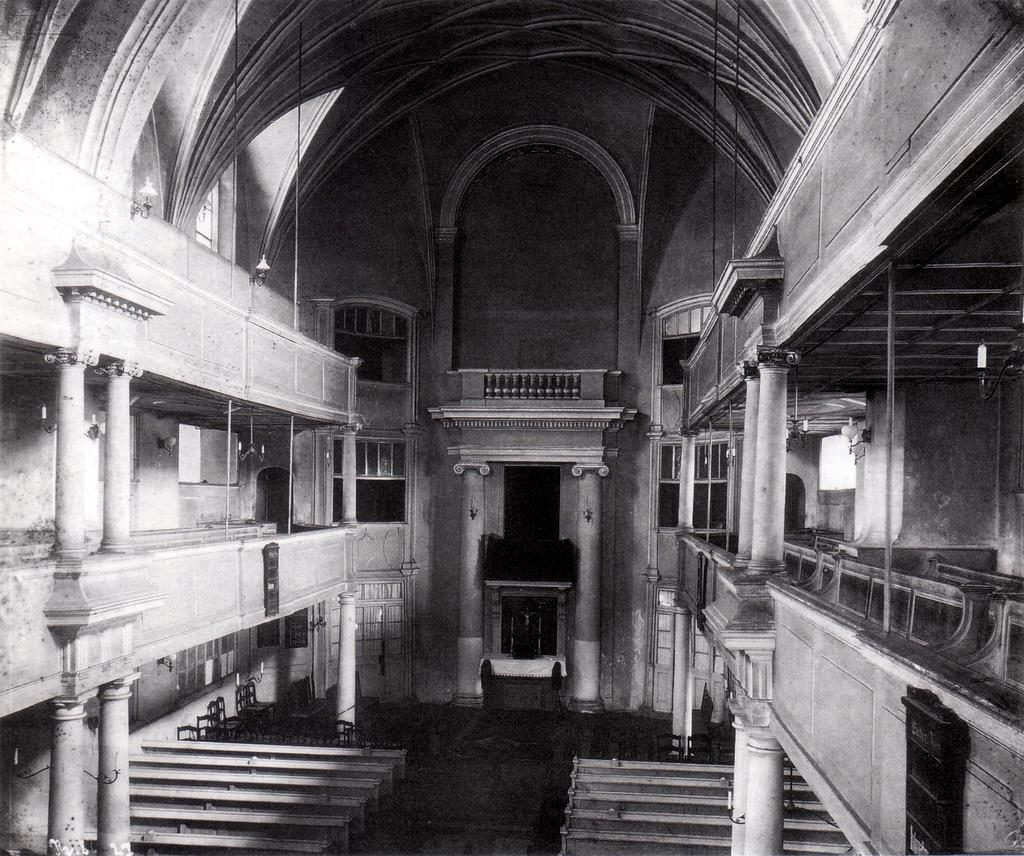
Peterskirche, antes de 1886
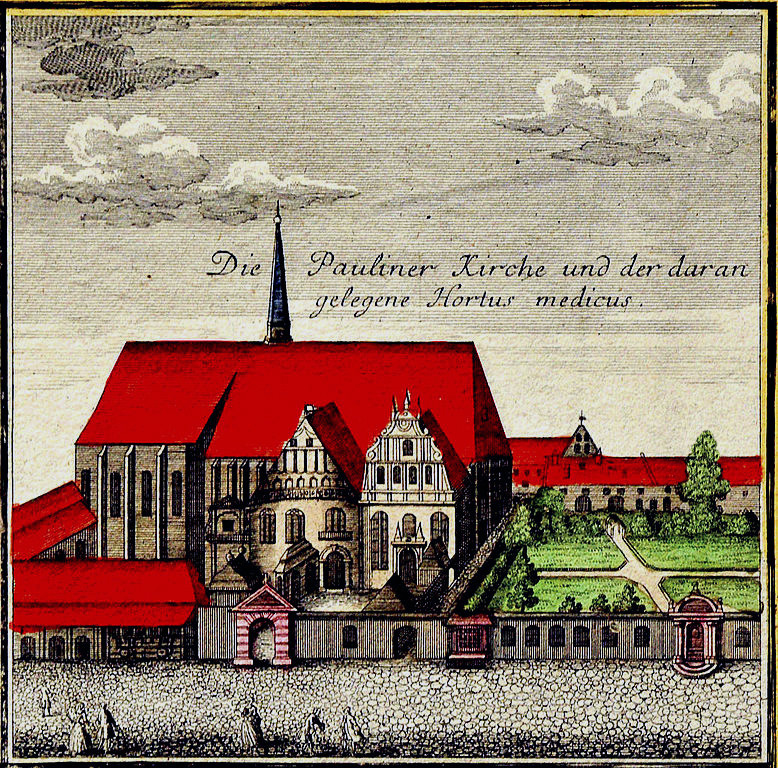
Paulinerkirche, 1749

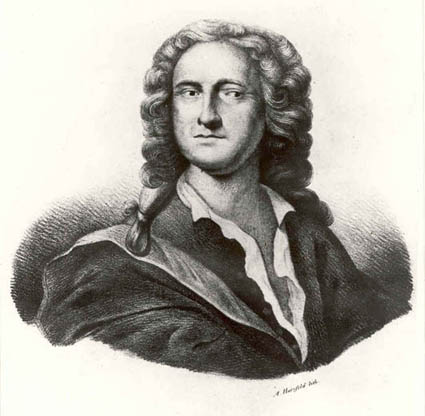
Telemann, la primera opción del consejo municipal.

Hacia agosto de 1722, el consejo municipal ya había escogido a Georg Philipp Telemann como sucesor de Kuhnau, pero este lo rechazó en noviembre. En una reunión del consejo del 23 de noviembre fueron evaluados siete candidatos, pero no se llegó a un acuerdo sobre si se debía preferir un candidato por sus habilidades de enseñanza académica o de ejecución musical. El primer documento del consejo en el que aparece Bach como candidato data del 21 de diciembre, junto con Christoph Graupner. De todos los candidatos, Bach era el único que carecía de estudios universitarios.
La decisión de invitar a Bach fue llevada a cabo por el consejo el 15 de enero de 1723. El consejo debió preferir a Bach y a Graupner, ya que fueron invitados a mostrar dos cantatas cada uno, mientras que a otros aspirantes se les pidió que mostrasen solamente una. Incluso dos candidatos tuvieron que presentar su trabajo en el mismo servicio. La interpretación de Graupner tuvo lugar el último domingo después de la Epifanía, el 17 de enero de 1723. Dos días antes del evento, el consejo ya había acordado ofrecerle el puesto a Graupner.
Christoph Wolff asume que Bach recibió una invitación para la audición junto con los textos, probablemente prescritos para los candidatos y extraídos de una colección impresa, solo unas semanas antes de la fecha de la audición. Bach compuso en Köthen dos cantatas sobre dos temas diferentes basados en el evangelio establecido para ese día, Du wahrer Gott und Davids Sohn, BWV 23, sobre el tema de la curación de un ciego cerca de Jericó, Jesus nahm zu sich die Zwölfe sobre Jesús anunciando un sufrimiento venidero, que los discípulos no entendían.
Bach tuvo que viajar hasta Leipzig con suficiente antelación porque no estaba familiarizado con la ubicación ni con los intérpretes. Wolff entiende que Bach estuvo en Leipzig hacia el 2 de febrero, para la fiesta mariana de la Purificación cuando el aspirante Georg Balthasar Schott presentó su obra de audición en Nikolaikirche. Bach trajo consigo las partituras y algunas particellas, pero las particellas adicionales tuvieron que ser copiadas en Leipzig por estudiantes de la Thomasschule. Bach dirigió la primera interpretación de las dos cantatas para la audición el 7 de febrero de 1723 como parte de un servicio en Thomaskirche, esta cantata Jesus nahm zu sich die Zwölfe antes del sermón y Du wahrer Gott und Davids Sohn después del sermón. La partitura de BWV 22 lleva la nota «Das ist das Probe-Stück für Leipzig» (Esta es la pieza de audición para Leipzig). Wolff señala que Bach empleó las tres voces más graves en la BWV 22 y las tres más agudas en la BWV 23, y presenta una lista de las diferentes técnicas compositivas que Bach utilizó en las dos cantatas de la audición; exponiendo «un amplio y altamente integrado espectro de... arte vocal».
| Cantata/Movimiento | Estilo                                         |
| ------------------ | ---------------------------------------------- |
| BWV 22/1B          | Fuga coral concertada con la exposición a solo |
| BWV 23/3           | Movimiento coral concertado                    |
| BWV 22/5           | Arreglo de himno                               |
| BWV 22/3           | Recitativo secco                               |
| BWV 23/2           | Recitativo con cantus firmus instrumental      |
| BWV 22/1A          | Diálogo                                        |
| BWV 22/2           | Aria en arreglo para trío                      |
| BWV 23/1           | Dueto en un arreglo para cinco voces           |
| BWV 22/4           | Aria con acompañamiento de cuerda completo     |
| BWV 23/4           | Fantasía coral                                 |

Una reseña de prensa dice: «El domingo pasado por la mañana el Honorable Kapellmeister de Köthen, Sr. Bach, hizo aquí en la iglesia de Santo Tomás su prueba para la cantoría hasta ahora vacante, la música de la misma ha sido elogiada ampliamente en la ocasión por todas las personas con conocimiento...». Bach dejó Leipzig sin esperanza de obtener el puesto porque ya había sido ofrecido a Graupner, aunque él no había sido destituido por su patrón, Ernesto Luis de Hesse-Darmstadt. Tras una reunión el 9 de abril de 1723 Bach recibió una oferta para firmar un contrato preliminar, con documentación incompleta en la que se puede leer lo siguiente: «...como el mejor no se pudo obtener, uno mediocre tendría que ser aceptado...».

### Asunción del cargo
Bach asumió el cargo de Thomaskantor el 30 de mayo de 1723, el primer domingo después de la Trinidad, interpretando dos ambiciosas cantatas en 14 movimientos cada una: Die Elenden sollen essen, BWV 75, seguida de Die Himmel erzählen die Ehre Gottes, BWV 76. Ambas conforman el principio de su tentativa de crear varios ciclos anuales de cantatas para las ocasiones del año litúrgico. Interpretó Jesus nahm zu sich die Zwölfe otra vez el 20 de febrero de 1724, quedando como muestra un libretto impreso, y probablemente volvió a hacerlo en años posteriores.

### Composición
Bach escribió esta obra en 1723 para Quincuagésima, que Bach conocía como Estomihi, el último domingo antes de Cuaresma. En la ciudad de Leipzig, se observaba el tempus clausum durante la Cuaresma, por lo que era el último domingo con interpretación de una cantata antes de la celebración de la Anunciación, el Domingo de Ramos y el servicio de vísperas en Viernes Santo y Pascua.

## Análisis

### Texto
Las lecturas establecidas para ese día eran de la primera epístola a los corintios, «elogio del amor» (1 Corintios 13:1-13), y del evangelio según San Lucas,  la curación de un ciego cerca de Jericó (Lucas 18:31-43).
El evangelio también contiene el anuncio de Jesús de su futuro sufrimiento en Jerusalén, que los discípulos no entendían. El texto de la cantata está formado por la combinación habitual de citas bíblicas, poesía libre contemporánea y como coral final una estrofa de un himno a modo de reafirmación. Un poeta desconocido escogió del evangelio los versículos 31 y 34 como texto del movimiento 1, y escribió una secuencia de aria, recitativo y aria para los siguientes movimientos. Su texto poético colocaba al cristiano en general, incluyendo al oyente de la época de Bach o de cualquier otra época, en la situación de los discípulos: este cristiano es representado queriendo seguir a Jesús, incluso en el sufrimiento, a pesar de que no lo comprende. La poesía finaliza en una oración por la «negación de la carne». El coral final es la quinta estrofa de «Herr Christ, der einig Gotts Sohn» de Elisabeth Cruciger, enfatizando la oración, sobre una melodía del Lochamer-Liederbuch.
Las comparaciones estilísticas con otras obras de Bach sugieren que el mismo poeta escribió los textos de las dos cantatas para la audición y también para las dos primeras cantatas que Bach interpretó al tomar posesión del cargo. La poesía de la segunda aria tiene una primera sección inusualmente larga, que Bach maneja de forma elegante repitiendo solo parte de la misma en el da capo.

### Instrumentación
La obra está escrita para tres solistas vocales (alto, tenor y bajo) y un coro a cuatro voces; y para una orquesta barroca formada por un oboe, dos violines, viola y bajo continuo (fagotto y órgano se indican de forma explícita).

### Estructura
Consta de cinco movimientos, cuya interpretación dura unos veinte minutos. En la siguiente tabla de movimientos la partitura dividida en voces, viento y cuerda, sigue el Neue Bach-Ausgabe. El grupo del continuo no aparece en la lista, ya que toca a lo largo de toda la obra. Las tonalidades y los compases están tomados de Alfred Dürr.
| N.º | Tipo       | Texto (fuente)                                    | Voces    | Viento | Cuerda | Tonalidad             | Compás |
| --- | ---------- | ------------------------------------------------- | -------- | ------ | ------ | --------------------- | ------ |
| 1   | Arioso     | Jesus nahm zu sich die Zwölfe (Biblia)            | T B SATB | Ob     | 2Vl Va | sol menor             | 4/4    |
| 2   | Aria       | Mein Jesu, ziehe mich nach dir (anon.)            | A        | Ob     |        | do menor              | 9/8    |
| 3   | Recitativo | Mein Jesu, ziehe mich, so werd ich laufen (anon.) | B        |        |        | mi b mayor - si mayor | 4/4    |
| 4   | Aria       | Mein alles in allem, mein ewiges Gut (anon.)      | T        |        | 2Vl Va | si mayor              | 3/8    |
| 5   | Coral      | Ertöt uns durch dein Güte (Cruziger)              | SATB     | Ob     | 2Vl Va | si mayor              | 4/4    |

#### 1.Jesus nahm zu sich die Zwölfe

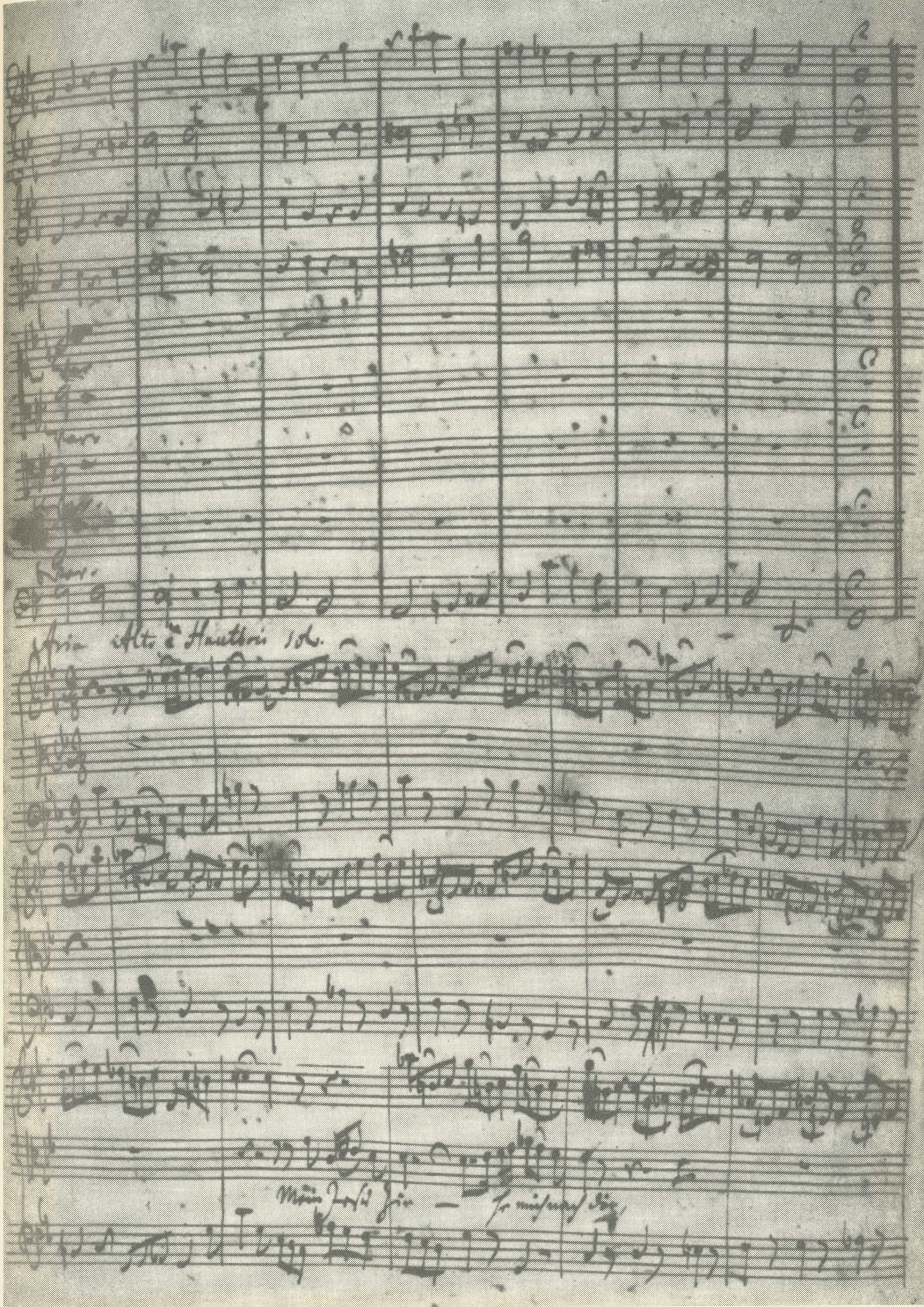
Página del manuscrito con el final del movimiento 1 e inicio del 2.

El texto del primer movimiento, Jesus nahm zu sich die Zwölfe (Jesús tomó consigo a los doce) es una cita de dos versículos del evangelio establecido para ese domingo (Lucas 18:31-43). El movimiento es una escena con diferentes actores, narrada por el Evangelista (tenor), en la que Jesús (bajo, como la vox Christi o voz de Cristo) y sus discípulos (el coro) interactúan. Un «siempre ascendente» ritornello instrumental «evoca la imagen del camino de sufrimiento encarnado por la subida a Jerusalén». El Evangelista empieza la narración (Lucas 18:31). Jesús anuncia su futuro sufrimiento en Jerusalén, Sehet, wir gehn hinauf gen Jerusalem (He aquí subimos a Jerusalén). Canta, mientras el ritornello es tocado varias veces. Tras otra repetición del ritornello como un interludio, una fuga coral ilustra la reacción de los discípulos, siguiendo el versículo 34 del evangelio (Lucas 18:34): Sie aber vernahmen der keines (Sin embargo ellos no entendían nada). Las voces primero van acompañadas solo por el continuo, después dobladas por los otros instrumentos. Bach marca las voces en la partitura autógrafa como «concertistas» para la primera sección y «ripienistas» cuando entran los instrumentos. El movimiento concluye con un postludio instrumental.
El musicólogo Julian Mincham indica que la fuga se desvía de la «tradicional alternancia de entradas de la tónica y la dominante... como una indicación más abstrusa de la falta de claridad y la expectación entre los discípulos, Bach está insinuando esto en el plano musical haciendo que cada voz entre en una nota diferente, si bemol, fa, do y sol y rozando ligeramente varias tonalidades relacionadas. La música es, como siempre, lúcida y centrada pero el abandono del procedimiento tradicional de la fuga envía un mensaje fugaz a aquellos que aprecian las sutilezas de los procesos musicales». El musicólogo Richard D. P. Jones señala que «la narrativa bíblica se dispone como una escena dramática digna de las Pasiones de Bach» y que el «vívido drama de ese movimiento no tiene equivalente real en el primer ciclo de cantatas de Bach».

#### 2.Mein Jesu, ziehe mich nach dir

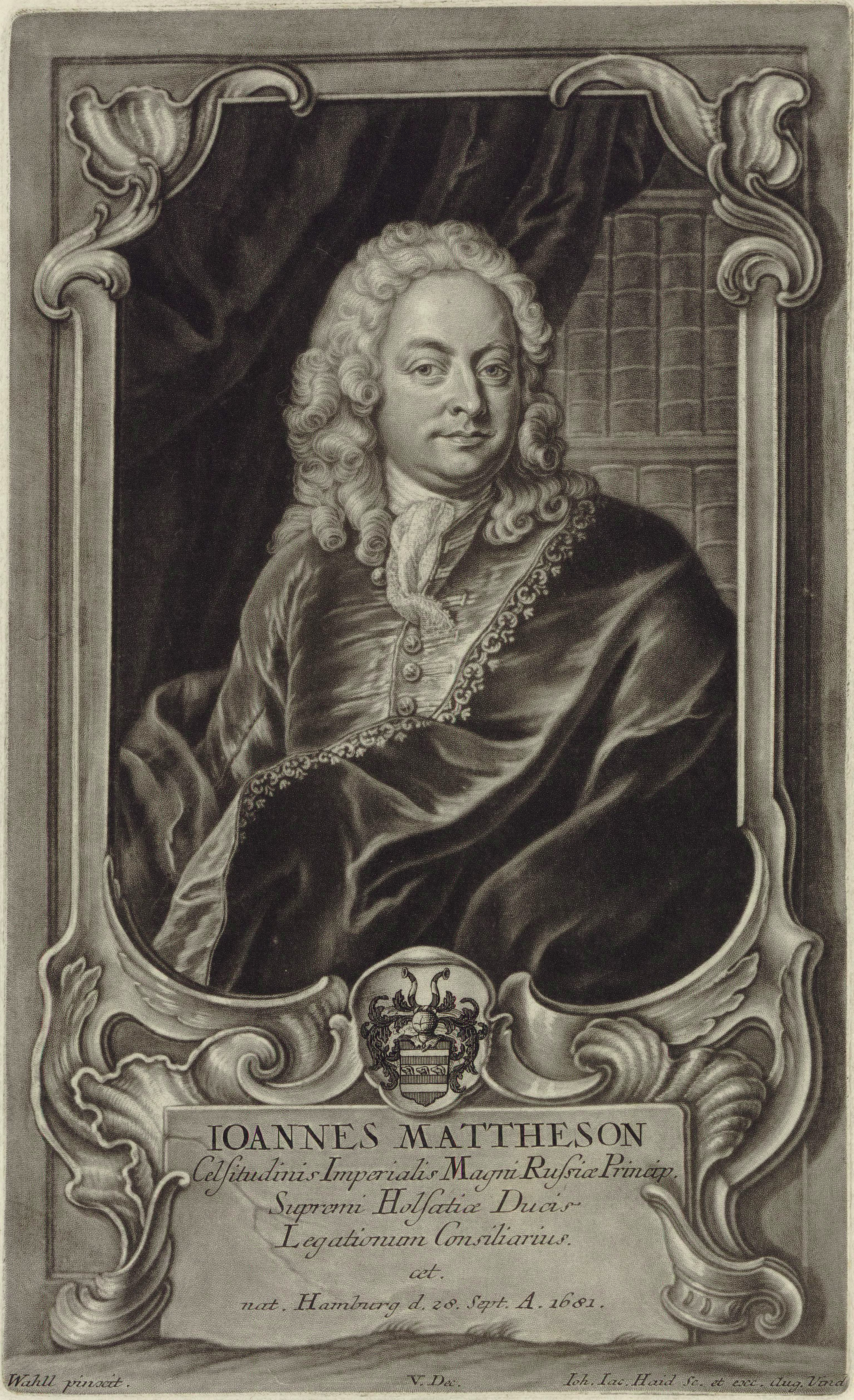
Johann Mattheson, teórico musical 1746

En la primera aria, Mein Jesu, ziehe mich nach dir (Jesús mío, llévame a ti), la voz de alto va acompañada por un oboe obbligato, que intensifica expresivamente el texto.
Un aria es, según Johann Mattheson en Der vollkommene Capellmeister (parte II, cap. 13, apartado 10), «correctamente descrita como una canción bien compuesta, que cuenta con su propia tonalidad y métrica, generalmente se divide en dos partes y expresa de forma concisa un gran afecto. En ocasiones finaliza con una repetición de la primera parte, y en ocasiones sin ella».
En esta aria, un creyente individual pide a Jesús que le haga seguirle, incluso sin comprender a dónde ni porqué. Mincham observa una atmósfera o Affekt de «profunda implicación y compromiso reflexivo», con el oboe creando «un aura de sufrimiento y una sensación de luchar y acercarse hacia arriba en busca de algo indefinible de una manera que solo la música puede sugerir».

#### 3.Mein Jesu, ziehe mich, so werd ich laufen
El recitativo Mein Jesu, ziehe mich, so werd ich laufen (Jesús, llámame y correré hacia ti) no es un simple recitativo secco, ya que va acompañado por la cuerda y se inclina hacia un arioso, en especial cerca del final. Se trata del primer movimiento en un modo mayor, que ilustra mediante rápidas escalas el movimiento y el acto de correr que se menciona en el texto.

#### 4.Mein alles in allem, mein ewiges Gut
La segunda aria, Mein alles in allem, mein ewiges Gut (Mi todo en todo, mi eterno bien), de nuevo con la cuerda, es un movimiento parecido a una danza en una forma da capo libre, A B A'. El inusualmente largo texto, de cuatro líneas para la sección A y dos para la sección B, Bach lo solventa repitiendo el final de la primera línea (mi eterno bien) después de todo el texto de la sección A, y después de la sección B se repite solo la primera línea como A', haciendo que A y A' finalicen de la misma manera. En esta repetición modificada, la voz sostiene una nota larga en la palabra Friede (paz), después de la cual el mismo tema aparece en la orquesta y de nuevo en el continuo. El musicólogo Tadashi Isoyama indica que el carácter de passepied de la música, es una reminiscencia profana de las cantatas de Köthen. Mincham afirma que: «la expresión por parte de Bach del júbilo por la unión con Cristo a menudo puede parecer bastante mundana y desinhibida», y resume: «el compás de 3
8, el fraseo simétrico y rápidos sonidos agudos en la cuerda se combinan para generar una sensación de una danza de desamparo».

#### 5.Ertöt uns durch dein Güte

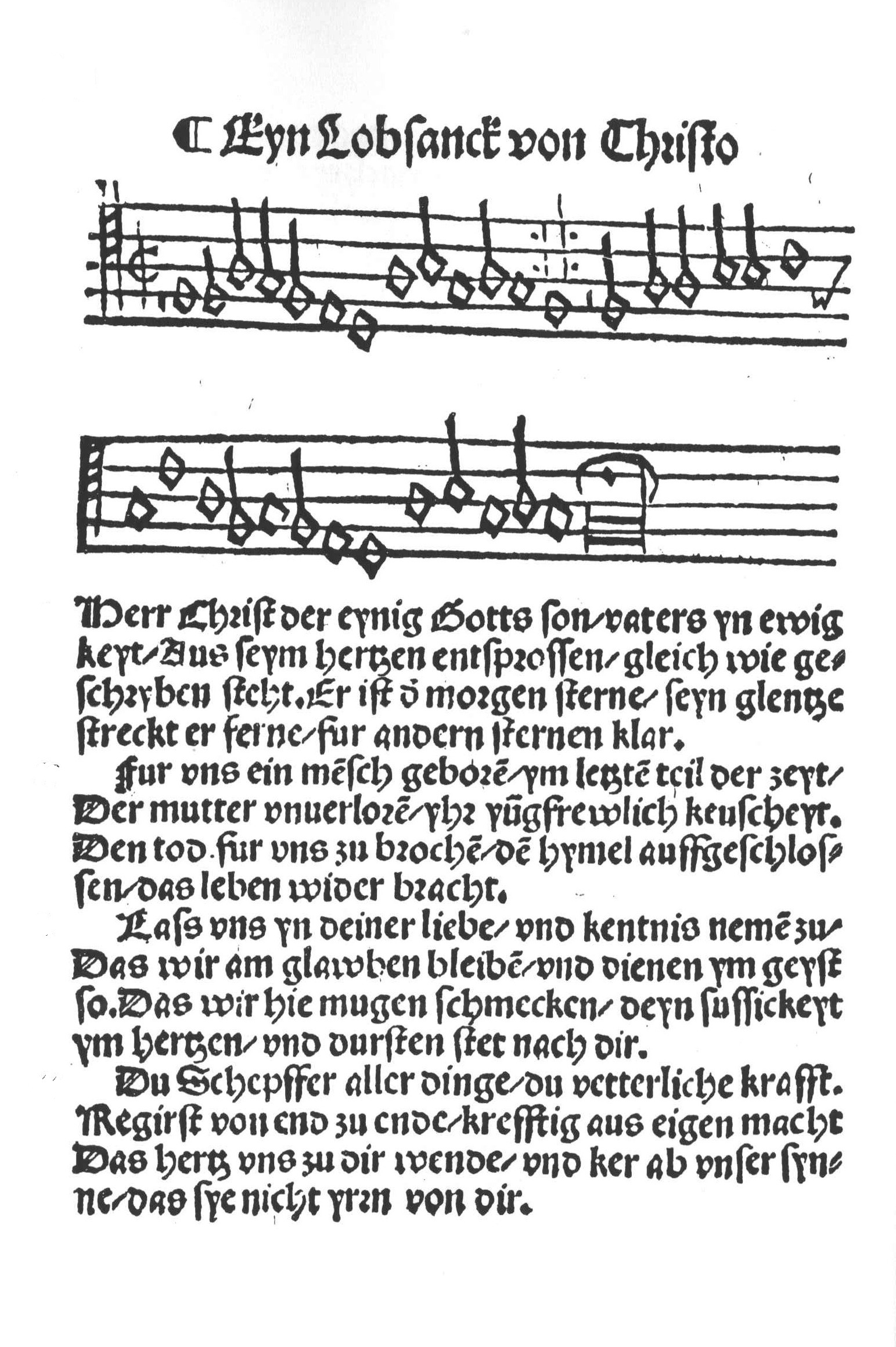
El himno publicado en Erfurt Enchiridion, 1524.

El coral de cierre es Ertöt uns durch dein Güte (Mátanos con tu bondad o Mortifícanos con tu bondad), la quinta estrofa de «Herr Christ, der einig Gotts Sohn» de Elisabeth Cruciger. Su melodía está basada en una que está recogida en Lochamer-Liederbuch, publicado por Wolflein Lochamer en Núremberg hacia 1455. Aparece por primera vez como melodía sacra en el himnario de Wittenberg Eyn geystlich Gesangk Buchleyn (1524) de Johann Walter.
El arreglo habitual a cuatro voces está iluminado por continuas escalas del oboe y del primer violín. Isoyama considera que Bach pudo haber imitado intencionadamente el estilo de su predecesor Johann Kuhnau en el «obbligato que fluye elegantemente en el oboe y el primer violín». John Eliot Gardiner describe la línea de bajo del movimiento como un walking bass que simboliza el viaje de los discípulos hacia la plenitud. Mincham comenta que Bach «eligió mantener el clima establecido de empuje y optimismo con un arreglo coral de energía y alegría casi sin parangón» y concluye:

Pareciera que Bach aún no había llegado a una conclusión, si es que alguna vez lo hizo, en cuanto a la manera más apropiada de utilizar los corales en sus cantatas. Ciertamente los tranquilos momentos finales de reflexión e introspección se convirtieron en la norma, particularmente en el segundo ciclo. Sin embargo el coral podía, como en este caso, actuar como foco de energía y positividad.

## Recepción

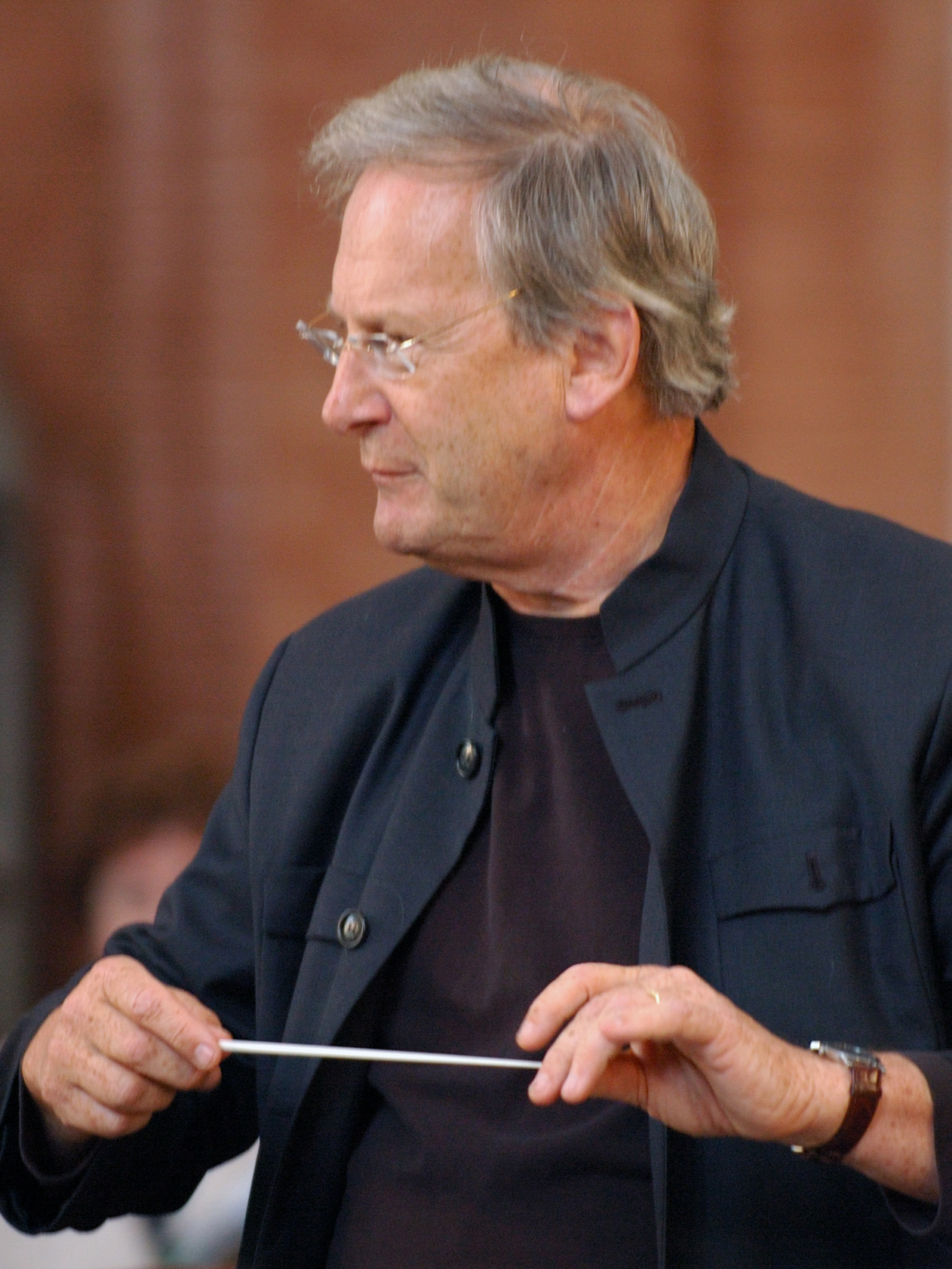
Gardiner, director de Bach Cantata Pilgrimage en 2000

Jones afirma que: «Las cantatas para la audición... muestran a Bach encontrando su camino hacia un compromiso entre los estilos progresistas influenciados por la ópera y los estilos eclesiásticos conservadores». Reconoce el estándar que BWV 22 establece para las cantatas de iglesia posteriores: 

...establece un marco eclesiástico con el texto bíblico y el coral en torno a las formas operísticas de aria y recitativo, un marco que se convertiría en un estándar en las cantatas del primer ciclo. Por otra parte, el impresionante movimiento de apertura incorpora dos modos de tratamiento que se repiten de forma periódica durante el primer ciclo y más adelante: la configuración de fuga para los textos bíblicos y la utilización de la voz de bajo como vox Christi, al igual que en el arreglo tradicional de la pasión.

Isoyama señala: «BWV 22 incorpora ritmos de danza y está escrito con una moderna elegancia». Mincham interpreta el enfoque de Bach en ambas piezas de audición como «un claro ejemplo de la variedad de música que es apropiada para el culto y de la que otros pueden aprender», exponiendo la «enorme gama de formas y expresiones musicales en estas dos cantatas».
John Eliot Gardiner, que dirigió el Bach Cantata Pilgrimage con el Coro Monteverdi y escribió un diario sobre el proyecto, comenta sobre la reacción de los discípulos («y ellos no entendían ninguna de estas cosas, ni conocían las cosas de las que se hablaban»): 

Uno podría leer en esto una profecía irónica de la manera en que el nuevo público que Bach tuvo en Leipzig reaccionaría a sus desahogos creativos durante los siguientes veintiséis años - por la falta de signos tangibles o probados de reconocimiento: ni entusiasmo salvaje ni comprensión profunda ni descontento evidente.

## Discografía
De esta pieza se han realizado una serie de grabaciones entre las que destacan las siguientes.
- 1950 – The RIAS Bach Cantatas Project (1949-1952). Karl Ristenpart, RIAS-Kammerchor, RIAS-Kammerorchester, Lotte Wolf-Matthäus, Helmut Krebs, Dietrich Fischer-Dieskau (Audite)
- 1973 – J.S. Bach: Das Kantatenwerk Vol. 2. Gustav Leonhardt, Tölzer Knabenchor, King's College Choir, Leonhardt Consort, Paul Esswood, Kurt Equiluz, Max van Egmond (Teldec)
- 1977 – Die Bach Kantate Vol. 28. Helmuth Rilling, Gächinger Kantorei, Bach-Collegium Stuttgart, Helen Watts, Adalbert Kraus, Wolfgang Schöne (Hänssler)
- 1995 – J.S. Bach: Complete Cantatas Vol. 3. Ton Koopman, Amsterdam Baroque Orchestra & Choir, Elisabeth von Magnus, Paul Agnew, Klaus Mertens (Antoine Marchand)
- 1998 – J.S. Bach: Cantatas Vol. 8. Masaaki Suzuki, Bach Collegium Japan, Yoshikazu Mera, Gerd Türk, Peter Kooy (BIS)
- 1999 – Bach Edition Vol. 5: Cantatas Vol. 2. Pieter Jan Leusink, Holland Boys Choir, Netherlands Bach Collegium, Sytse Buwalda, Nico van der Meel, Bas Ramselaar (Brilliant Classics)
- 2000 – Bach Cantatas Vol. 21. John Eliot Gardiner, Monteverdi Choir, Clare & Trinity Colleges Choirs, English Baroque Soloists, Claudia Schubert, James Oxley, Peter Harvey (Soli Deo Gloria)
- 2005 – J.S. Bach: BWV 22. Georg Christoph Biller, Thomanerchor, Gewandhausorchester, niño solista del Thomanerchor, Martin Petzold, Wolf Matthias Friedrich (MDR Figaro)
- 2007 – J.S. Bach: Jesus, deine Passion. Philippe Herreweghe, Collegium Vocale Gent, Matthew White, Jan Kobow, Peter Kooy (Harmonia Mundi France)
- 2008 – Bach Cantatas From Mühlhausen, Weimar & Leipzig. James Bates, Carolina Baroque, Teresa Radomski, Lee Morgan, Richard Heard, Doug Crawley (Carolina Baroque)
- 2010 – J.S. Bach: BWV 22. Rudolf Lutz, Chor & Orchester der J. S. Bach-Stiftung, Markus Forster, Johannes Kaleschke, Ekkehard Abele (Gallus Media)